# David Wright (football)
Pour les articles homonymes, voir David Wright et Wright.
David Wright est un footballeur anglais né le 1er mai 1980 à Warrington. Il évolue au poste de défenseur.
David Wright a joué 14 matches en Premier League sous les couleurs de Wigan.

## Carrière
- 1997-2004 : Crewe Alexandra  Angleterre
- 2004-2007 : Wigan Athletic  Angleterre
- 2005 : → Norwich City (prêt)  Angleterre
- 2007-2010 : Ipswich Town  Angleterre
- 2010-2013 : Crystal Palace  Angleterre
- 2012 : → Gillingham  (prêt)  Angleterre
- 2013 : Colchester United   Angleterre[1],[2]